# OH! (ピンク・レディーの曲)
「OH!」（オー）は、1981年3月5日にリリースされた日本のアイドルデュオ、ピンク・レディーの22枚目のシングルである。この曲を以ってピンク・レディーは、約4年7か月の活動に一旦終止符を打つ事となった。育ての親ともいうべき阿久悠・都倉俊一のコンビを1年半ぶりに迎えて有終の美を飾った。

## 概要
このシングルがリリースされた後、1981年3月31日をもってピンク・レディーは一時解散した。ピンク・レディーとして出された次の曲「不思議LOVE」は、3年後の1984年に期間限定で再結成した時の曲である。
ピンク・レディーは解散宣言から30年目となる2010年に再結成することを宣言した。同年12月1日には、大ヒットシングルを中心に選曲しバックの演奏は当時のマスターテープをそのままに、ボーカルのみ録音し直したセルフカバー・アルバム『INNOVATION』がリリースされ、同アルバムには「OH!」も収録された。

## 収録曲
1. OH!
作詞：阿久悠 / 作曲：都倉俊一 / 編曲：井上鑑
2. 夢中がいちばん美しい
作詞：阿久悠 / 作曲：都倉俊一 / 編曲：井上鑑